# Liste des lycées du Luxembourg
Cette page présente la liste des lycées du Luxembourg.
Le Luxembourg compte 59 lycées ou équivalents, qui ont accueilli 50 000 élèves durant l'année scolaire 2017/2018. Les lycées offrant uniquement une formation technique ou majoritairement technique sont désignés par le vocable de Lycée technique. Dans les autres cas, l'appellation utilisée est lycée et parfois Lycée classique.

## Liste

### L'enseignement public
- Atert-Lycée (lb), Redange-sur-Attert
- Athénée de Luxembourg, Luxembourg-Ville
- École nationale pour adultes (lb), Luxembourg-Ville
- Lycée Aline-Mayrisch (lb), Luxembourg-Ville
- Lycée Bel-Val (lb), Esch-sur-Alzette
- Lycée classique de Diekirch (lb), Diekirch
- Lycée classique d'Echternach (lb), Echternach
- Lycée Ermesinde (lb), Mersch
- Lycée de garçons d'Esch-sur-Alzette (lb), Esch-sur-Alzette
- Lycée de garçons de Luxembourg, Luxembourg-Ville
- Lycée Hubert-Clément (lb), Esch-sur-Alzette
- Lycée Josy-Barthel Mamer (lb), Mamer
- Lycée Michel-Lucius (lb), Luxembourg-Ville
- Lycée Michel-Rodange, Luxembourg-Ville
- Lycée du Nord (lb), Wiltz
- Lycée Robert-Schuman (lb), Luxembourg-Ville
- Lycée technique agricole (lb), Ettelbruck
- Lycée des arts et métiers (lb), Luxembourg-Ville
- Lycée technique de Bonnevoie, Luxembourg-Ville
- Lycée technique du Centre - Site principal, Luxembourg-Ville
- Lycée technique du Centre - Annexe Kirchberg, Luxembourg-Ville
- Lycée technique école de commerce et de gestion (lb), Luxembourg-Ville
- Lycée Guillaume Kroll (lb), Esch-sur-Alzette
- Lycée technique d'Ettelbruck (lb), Ettelbruck
- Lycée technique hôtelier Alexis-Heck (lb), Diekirch
- Maacher Lycée (lb), Grevenmacher
- Lycée technique de Lallange (lb), Esch-sur-Alzette
- Lycée technique Mathias-Adam (lb) - Site principal, Differdange et Pétange
- Lycée technique Mathias-Adam - Annexe (Régime préparatoire), Differdange
- Lycée Nic-Biever (lb), Dudelange
- Lycée technique pour professions éducatives et sociales (lb), Mersch
- Lycée technique pour professions de santé (lb) ; Bascharage, Luxembourg-Ville, Strassen et Warken
- Nordstad-Lycée (lb), Diekirch
- Sportlycée (lb), Luxembourg-Ville

### L'enseignement privé et international

#### Offre privée
Cinq établissements privés, subventionnés par l’État qui appliquent les programmes officiels :
- Lycée technique école privée Marie-Consolatrice (lb)[N 1], Esch-sur-Alzette ;
- École Privée Sainte-Anne Ettelbruck (lb)[N 1], Ettelbruck ;
- École privée Fieldgen (lb)[N 2], Luxembourg-Ville ;
- Lycée technique privé Émile-Metz (lb)[N 1], Luxembourg-Ville ;
- École privée Notre-Dame Sainte-Sophie (lb)[N 3], Luxembourg-Ville.

#### Offre internationale
Plusieurs établissements (publics et privés), également subventionnés par l’État mais dans une moindre mesure, appliquent un autre programme :
- Fraï-ëffentlech-Waldorfschoul Lëtzebuerg (lb)[N 4], Luxembourg-Ville ;
- St. George's International School[N 4], Luxembourg-Ville ;
- International School of Luxembourg (lb)[N 4], Luxembourg-Ville ;
- Lycée Vauban (École française du Luxembourg)[N 5], Luxembourg-Ville ;
- École Privée Grandjean A.S.B.L., Luxembourg-Ville ;
- Deutsch-Luxemburgisches Schengen-Lyzeum Perl (lb), établissement implanté à Perl en Allemagne[2] ;
- École européenne I (en) de Luxembourg-Kirchberg[3] ;
- École européenne II (en) de Mamer[4] ;
- École internationale Edward Steichen-Clervaux (lb), Clervaux[5] ;
- École internationale Differdange et Esch-sur-Alzette (lb)[6],[7],[8], Differdange et Esch-sur-Alzette ;
- École internationale de Mondorf-les-Bains, Mondorf-les-Bains[9] ;
- Lënster Lycée International School (lb), Junglinster ;